# Tótkomlós
Tótkomlós (slowakisch Slovenský Komlóš) ist eine ungarische Stadt im Kreis Orosháza im Komitat Békés. Der Name der Stadt bedeutet wörtlich slowakischer Hopfen. Gut zwanzig Prozent der Bewohner gehören zur slowakischen Volksgruppe.

## Geografische Lage
Tótkomlós liegt in der ungarischen Tiefebene, 17 Kilometer südöstlich der Kreisstadt Orosháza, 177 Kilometer südöstlich der Hauptstadt Budapest und 15 Kilometer nördlich der Grenze zu Rumänien. Nachbargemeinden sind Kardoskút, Kaszaper, Mezőhegyes, Nagyér und Békéssámson.

## Geschichte
Der Ort wurde im großen Türkenkrieg zerstört und nach 1715 durch slowakische Siedler wieder aufgebaut. 1891 gab es in Tótkomlós 1673 Häuser und 9636 Bewohner. Im Anschluss an den Zweiten Weltkrieg wurden durch den tschechoslowakisch-ungarischen Bevölkerungsaustausch die Slowaken etwa nach Nădlac in Rumänien umgesiedelt. 1993 erhielt die ehemalige Großgemeinde den Status einer Stadt.

## Städtepartnerschaften
Zu den Partnerstädten Tótkomlós zählen
Neunkirchen am Brand ,  Bayern, Deutschland,
Galanta ,  Trnava, Slowakei,
Zvolen ,  Banská Bystrica, Slowakei
und Jelšava ,  Banská Bystrica, Slowakei.

## Sehenswürdigkeiten
- Bauernmuseum (Tanyamúzeum)
- Evangelische Kirche, erbaut 1795 im barocken Stil
- Pál-Wallaszky-Büste, erschaffen 1996 von Dušan Koštial
- Römisch-katholische Kirche Szent István király, erbaut 1938
- Römisch-katholische Kapelle Szent István király im Ortsteil Nagykopáncs
- Sowjetisches Denkmal, erschaffen 1947 von József Rajki

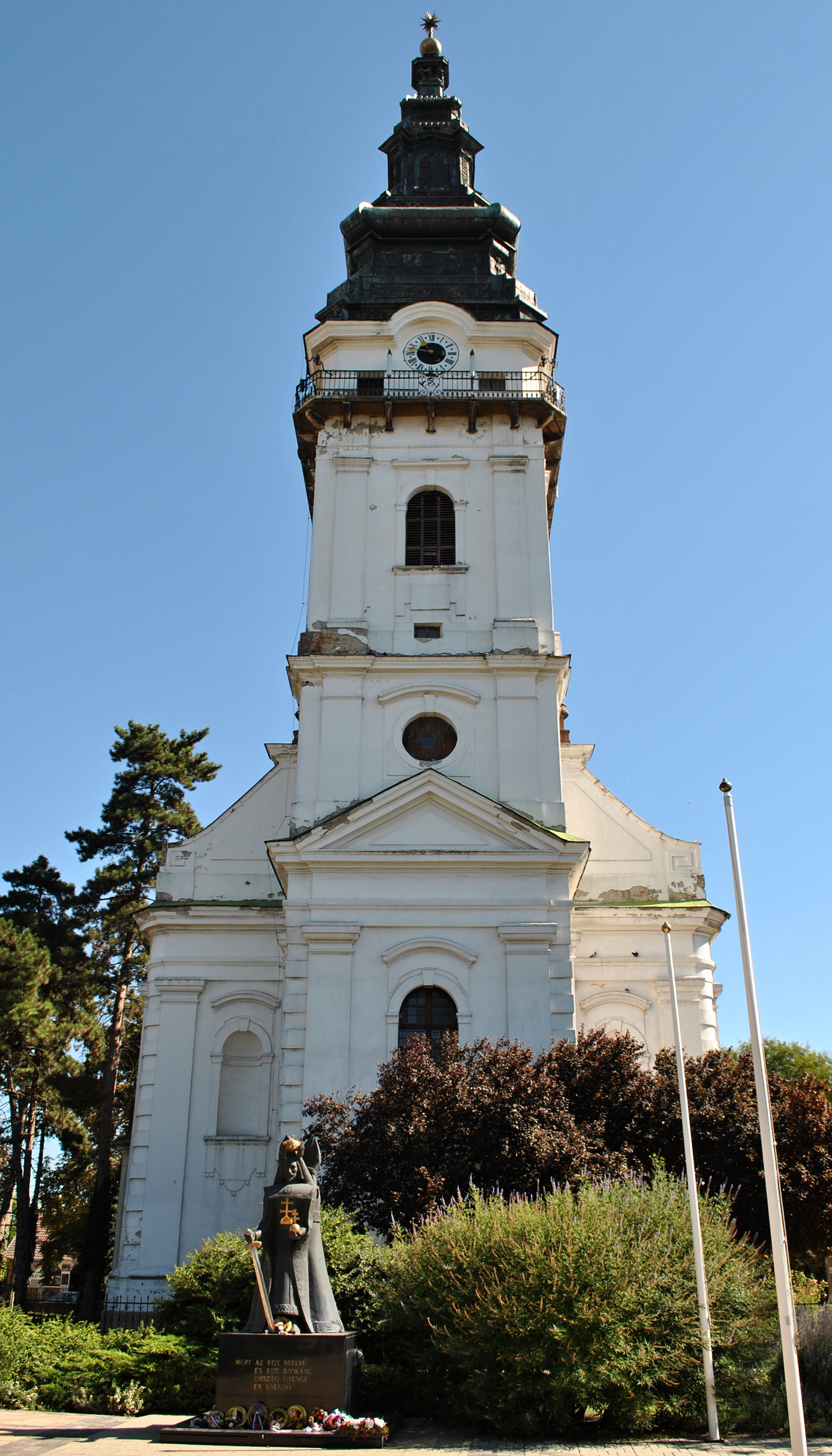
Evangelische Kirche
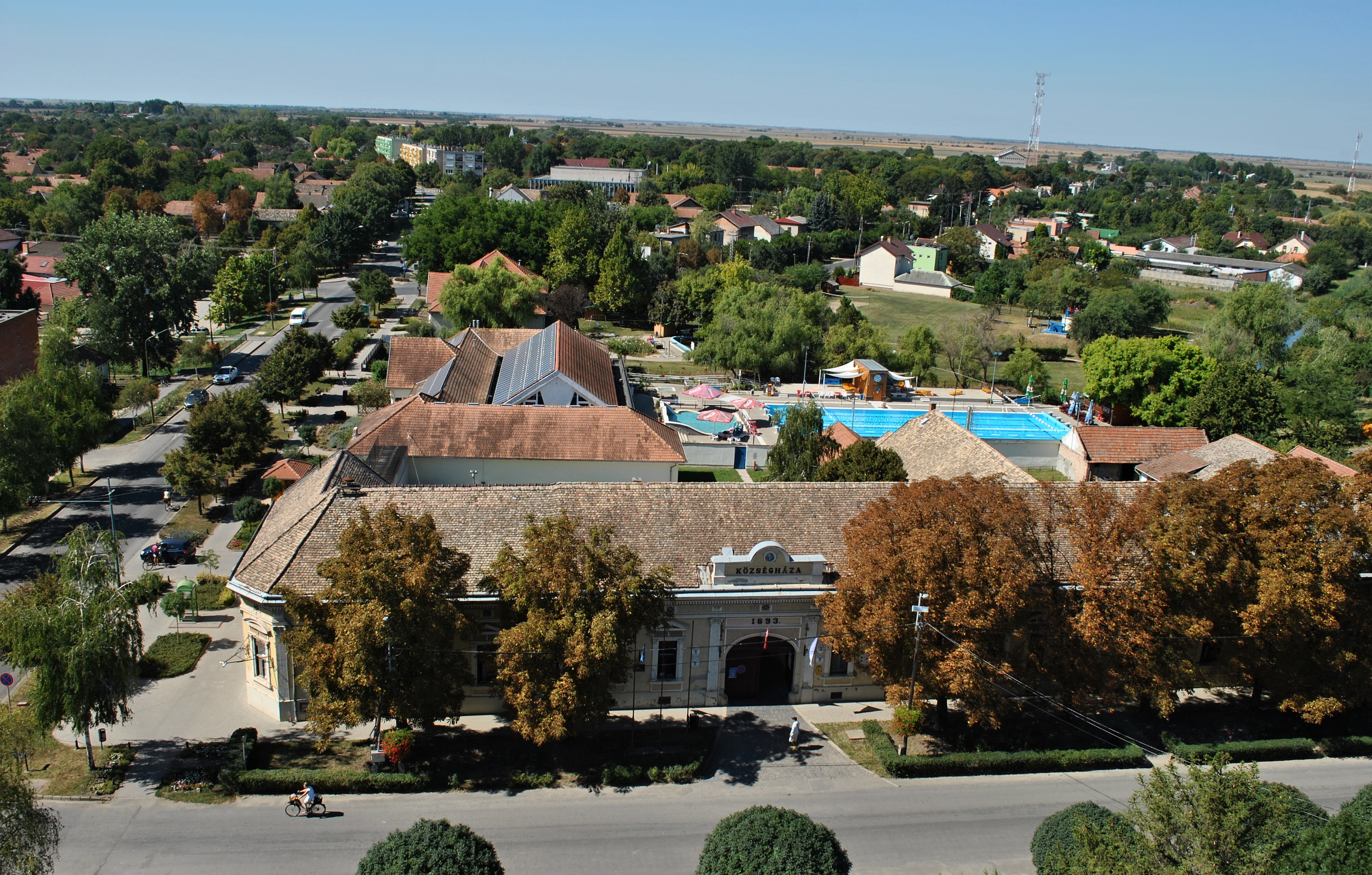
Blick vom Kirchturm

## Söhne und Töchter der Stadt
- János Boldóczki (1912–1988), Politiker
- László Gellér (* 1944), Skispringer
- Zsuzsa Gyurkovics (* 1929), Schauspielerin

## Verkehr
Tótkomlós liegt an der Eisenbahnstrecke Mezőtúr-Orosháza-Mezőhegyes. In der Stadt treffen die Landstraßen Nr. 4421, Nr. 4426, Nr. 4427 und Nr. 4432 aufeinander.